# Rauvite
La rauvite è un minerale.